# 1917년 러시아 총선
1917년 러시아 총선은 러시아 혁명의 결과로 제헌 의회 구성을 위해 1917년 11월 25일 러시아에서 치러진 러시아 사상 최초의 자유선거다.

## 배경
2월 혁명 이후, 8월에 치러지기로 했던 제헌 의회 선거는 미뤄지다 결국 10월 혁명이 일어나게 되었고, 10월 혁명을 통해 전력을 강화한 볼셰비키는 대중의 지지를 확인하며 그를 바탕으로 정부를 구성하기 위해 제헌 의회 선거를 실시했다.

## 선거 결과
| 정당                    | 의석수 |
| ----------------------- | ------ |
| 사회혁명당              | 347석  |
| 볼셰비키                | 180석  |
| 우크라이나 사회주의연합 | 81석   |
| 입헌민주당              | 18석   |
| 멘셰비키                | 17석   |
| 코사크연합              | 17석   |
| 기타                    | 107석  |
| 합계                    | 767석  |

득표
| 정당                     | 득표수     | 득표율 |
| ------------------------ | ---------- | ------ |
| 사회혁명당               | 17,943,000 | 40.4%  |
| 사회민주노동당(볼셰비키) | 10,661,000 | 24%    |
| 우크라이나 사회주의연합  | 3,433,000  | 7.7%   |
| 입헌민주당               | 2,088,000  | 4.7%   |
| 사회민주노동당(멘셰비키) | 1,144,000  | 2.6%   |
| 코사크연합               | 908,326    | 2%     |
| 조지아 사회민주당        | 662,000    | 1.5%   |
| 무사와트                 | 616,000    | 1.4%   |
| 아르메니아 혁명연방      | 560,000    | 1.3%   |
| 좌익사회혁명당           | 451,000    | 1%     |
| 알라스 오르다            | 407,000    | 0.9%   |
| 기타 자유주의 정당       | 1,261,000  | 2.8%   |
| 기타 군소정당            | 407,000    | 0.9%   |
| 기타 사회주의자          | 401,000    | 0.9%   |
| 기타, 무소속             | 2.972.674  | 8.4%   |

| 
볼셰비키는 도시지역에서 압도적인 지지를 얻었으나 지방에서 고전을 면치 못해 결국 선거에서 패배하였다.

## 선거의 영향
볼셰비키와의 예상과는 다르게 사회혁명당이 엄청난 표차로 선거에 승리하였고, 대부분의 정당이 레닌의 소비에트 공화국을 반대하자 소집 다음날 의회를 해산시켜 버린다. 몇달 뒤, 소련공산당 외의 모든 정당은 금지되었고, 이후 1990년까지 자유선거는 다시 없었다.

## 같이 보기
- 러시아 혁명